# Club Atleta de los Astilleros del Nervión
El Club Atleta de los Astilleros del Nervión fue un club deportivo con sede en Nervión, Vizcaya, que estaba formado mayoritariamente por los trabajadores británicos de los Astilleros de Nervión, de ahí su nombre, pero en ocasiones también por jugadores procedentes de todo Bilbao. Fue una de las primeras empresas dedicadas al deporte en la región, más notablemente al fútbol, contando con una sección dedicada a dicho deporte debido a su rápido crecimiento en Inglaterra. Además del fútbol, el Club Atleta también actuaba en otras modalidades como atletismo, críquet y ciclismo de competición, aunque también practicaban otras como rugby union, remo y juego de la soga.
Esta entidad es más recordada por su papel pionero en los inicios del fútbol amateur dentro del País Vasco, organizando el primer partido de fútbol conocido en el País Vasco el 4 de abril de 1890, entre el Departamento de Maquinaria (ingenieros) contra los Trabajadores de Astilleros. Estos equipos de fútbol eran equipos creados desde cero que existieron entre 1890 y 1894.
El Club Atleta fue el primero en traer el fútbol a la región, y más notablemente, a Bilbao, un deporte prácticamente desconocido en la ciudad en ese momento, jugando un papel destacado en la promoción del deporte allí, ya que los bilbaínos que veían sus partidos se enamoraron del juego y pronto la población local se unió también al juego, incluso desafiando a los trabajadores británicos a un partido en 1894. A pesar de su efímera vida, el equipo de fútbol de los Astilleros de Nervión dejó una gran huella en la historia del fútbol vasco, sembrando la semilla del que nacería el Athletic Club de Bilbao en 1898.

## Historia

### Antecedentes
El inversor vizcaíno José María Martínez de las Rivas (1848-1913) y su hermano Francisco, junto con un armador y político inglés llamado Charles Mark Palmer (1822-1907) de Newcastle, ganaron el contrato para la construcción de tres acorazados para la Armada en 1888, tras vencer a varios rivales en un concurso. El periódico que controlaba Rivas (El Noticiero Bilbaíno) realizó una importante campaña para influir en el proceso. El 1 de junio de 1889 se firmó el contrato, y el 30 de octubre del mismo año se inscribió en el Registro Mercantil de Bilbao la Compañía Colectiva Martínez Rivas Palmer, dedicada a la construcción naval para el Estado, así como para particulares. Más de cuatro mil obreros trabajaron en estos astilleros que ocuparon una superficie de 58.084 metros cuadrados en Sestao (Vizcaya). Aunque tenían su base en España, había entre 200 y 500 trabajadores británicos en los astilleros. La primera obra del Astillero del Nervión fue el acorazado María Teresa, botado el 30 de agosto de 1890. El 8 de julio de 1891 fue botado el acorazado Vizcaya y el 4 de octubre el acorazado Almirante Oquendo.
A partir de entonces se produjeron enfrentamientos entre Martínez Rivas y Palmer, así como polémicas en la prensa sobre la situación de los astilleros y su viabilidad. Finalmente, el 20 de abril de 1892, la compañía suspendió los pagos. A esto le siguieron despidos, protestas de los trabajadores y amargas controversias políticas. A raíz de todo ello, el Consejo de Ministros del 12 de mayo de 1892 ordenó la aprehensión de los Astilleros del Nervión. La protesta de los trabajadores británicos obligó al Estado a mantener a Palmer como director técnico, aunque la mayoría de ellos regresaron a Gran Bretaña en 1894-1895. En 1896 los astilleros cerraron sus puertas y en noviembre se acordó su disolución y liquidación definitiva.
Tras la guerra hispano-estadounidense de 1898 (en la que serían hundidos en Santiago de Cuba los tres acorazados construidos en los Astilleros del Nervión), y una larga serie de pleitos y enfrentamientos personales y políticos, reabrirían sus puertas en 1900.

### Orígenes
Los empleados ingleses de los Astilleros del Nervión, situados en Sestao (Vizcaya), fundaron un club polideportivo y recreativo llamado Club Atleta, para mantener entretenidos y distraídos a sus numerosos trabajadores británicos, porque efectivamente, para estos trabajadores el deporte significaba una distracción del pesimismo de aquellos años convulsos, con epidemias de viruela y otras enfermedades, protestas sociales y crisis económicas y políticas. Para aquel grupo de británicos de Vizcaya, el Club Atleta constituyó una válvula de escape necesaria, convirtiéndose en su mejor fuente de escapismo. Esta gran comunidad de expatriados procedentes del Reino Unido se dedicaba a la práctica de varios de sus deportes, así como a celebrar fiestas y eventos.
En 1889, el Club Atleta formalizó su primera Junta Directiva, con James S. Clark como presidente, John A. Mitchell y William Middleton como vicepresidentes, R. Brice como tesorero, William H. Calvert como secretario y el yerno de Martínez Rivas, Don Adolfo Gabriel de Urquijo e Ybarra, como presidente honorario. Henry V. Jones (también conocido como Enrique Jones Bird, ya que se convirtió al catolicismo para casarse con la bilbaína María Cerezo en 1886), sustituiría a Calvert en la secretaría y en el comité organizador deportivo. Sería un personaje vital en la entidad debido a su autoridad sobre los españoles.
Entre 1889 y 1894, el Club Atleta desarrolló considerablemente su actividad deportiva. Los deportes más practicados por este grupo de trabajadores eran el atletismo, el críquet y el ciclismo, aunque también practicaban otros como el rugby, el remo y el juego de la soga, y por supuesto, el fútbol, ya que contaban en sus filas con numerosos futbolistas y exfutbolistas, prácticamente todos escoceses.

### Primer partido de fútbol
Las primeras noticias de la práctica del fútbol dentro de la entidad se remontan al 4 de abril de 1890, con un partido de fútbol entre los integrantes del Club Atleta: el Departamento de Maquinaria (ingenieros) vs los Obreros del Astilleros. Los equipos estaban compuestos en su mayoría por escoceses (mayoritariamente de Glasgow y alrededores), por lo que el periódico escocés Glasgow Evening Post se hizo eco de las noticias que llegaban desde España sobre los mismos, a quienes describían como «pioneros» del fútbol en España (a pesar de que existen registros de que desde hacía más de 20 años antes ingleses y españoles ya jugaban entre ellos en España, aunque en encuentros no reglados). Un mes después, concretamente el 3 de mayo de 1890, el Glasgow Evening Post publicó un reportaje sobre el partido que detallaba aspectos del mismo, incluyendo las alineaciones, el color de la indumentaria y el resultado, y que decía: «La empresa mencionada, El Nervión, cuenta con varios jugadores de fútbol y críquet entre sus empleados, por lo que se formó un grupo llamado Club Atleta. Organizaron un partido entre los empleados británicos de la empresa, que se celebraría en el Hipódromo a las once. Al ser un día espléndido, hubo una gran concurrencia de británicos y locales, que parecían disfrutar mucho del partido y animaron mucho a los jugadores. El Departamento de Maquinaria, tras ganar el sorteo, optó por defender la portería este. El partido estuvo muy igualado durante los primeros quince minutos, pero el equipo del astillero, que llevaba tiempo jugando aquí, fue ganando poco a poco, ganando por 8 goles a 1.
Algunos de los jugadores del Club Atleta eran futbolistas con una larga trayectoria en numerosos equipos, como los hermanos Beattie, que habían jugado al fútbol en su tierra natal, e incluso Angus Beattie tenía una interesante carrera futbolística a sus espaldas en Escocia, Irlanda e Inglaterra. Además, uno de los jugadores (Thomas Hume) provenía de un equipo llamado Port Glasgow Athletic, porque los clubes escoceses vinculados a jugadores de esta nueva entidad tenían la expresión «Athletic» en sus nombres.
Además, el informe de Glasgow decía: «Fue el equipo del Astillero el que realmente jugó el primer partido en España (hace unos seis meses), y no el equipo de Sevilla». Aludían al partido entre el Sevilla FC y el Real Club Recreativo de Huelva, jugado en el Hipódromo de Tablada en Sevilla) el 8 de marzo de 1890, un partido que otro periódico escocés (The Dundee and Angus Courier) calificó como «el primer partido de fútbol en España», y afirmaban, incorrectamente, que el Club Atleta ya había jugado un partido de fútbol en octubre o noviembre de 1889, poco después de que se creara la Sociedad Martínez Rivas & Palmer. Se cree que esta afirmación surgió como resultado de una rivalidad entre las comunidades escocesas en España sobre cuál de ellas fue la primera en crear un equipo y jugar al fútbol.

### Edad de oro
El Club Atleta continuó con sus eventos y actividades, pero sus partidos de fútbol entre los departamentos de máquinas (ingenieros) y los astilleros tardaron en reaparecer en la prensa. El 12 de enero de 1891 se celebró otro partido de fútbol, en el Hipódromo de Las Arenas, al que asistieron gran número de los británicos residentes allí. El Departamento de Maquinaria ganó el sorteo, optando por defender la portería este, jugando con el viento a sus espaldas. El saque inicial se produjo a las dos y media, y un minuto después del inicio el equipo de Motores marcó el primer gol. Durante todo este período prevalecieron, y cuando terminó el mismo, el Departamento de Maquinaria estaba ganando 3-0. Comenzó el segundo tiempo y el equipo de Astilleros, ahora con el viento a favor, jugó bien, pero no pudo marcar hasta cinco minutos antes del final, cuando marcó por partida doble. El Departamento de Maquinaria anotó un gol en el segundo tiempo, sellando así una victoria de 4-2.
En septiembre y octubre de 1891, el Club Atleta de los Astilleros del Nervión organizó diversas pruebas deportivas en el Hipódromo de Lamiaco, con pruebas de ciclismo, atletismo (carreras, saltos), críquet, carrera de sacos, y el «juego de fuerza», un arcaico juego de la soga que se disputaba entre los obreros del taller de Maquinaria y los del Astillero, limitado a dos grupos de seis personas de cada departamento, que era la única modalidad limitada a los ciudadanos españoles, pues las demás estaban abiertas a todos. La competencia directa entre el Departamento de Maquinaria y los Astilleros se repitió, desarrollándose así una rivalidad no exenta de componentes sociales: Un departamento de maquinaria elitista, con ingenieros, estudiantes universitarios, versus un equipo de los astilleros, integrado por trabajadores manuales. Como era de esperar, la competición del «juego de fuerza» fue ganada por el equipo del Astillero, liderado por Luis Guistra. Entre los ganadores de estas pruebas se encontraban varios apellidos británicos (Harcot, Armstrong, Officer, Dobbie, Freeman, Brand, Beattie), así como un apellido español, un tal A. Soriano, tercer clasificado en varias pruebas ciclistas. El 27 de agosto de 1892, el secretario del Club Atleta, Henry («Enrique») Jones Bird, organizó otra serie de eventos deportivos: carrera de velocípedos, carrera a pie, carrera con obstáculos, carreras de burros y carreras de sacos, con importantes premios en efectivo.
Como el Club Atleta no tenía rivales en la ciudad, los únicos partidos que disputaba contra otros equipos eran aquellos en los que se enfrentaba a los marineros ingleses que llegaban a Bilbao en barcos MacAndrews o a las tripulaciones de barcos ingleses que habían zarpado de Portsmouth y Southampton transportando mineros, ingenieros y carbón desde el noreste de Inglaterra. Estos mineros, que sólo habían visto el mar durante la semana anterior, estaban desesperados por abandonar los barcos y encontrar un trozo de hierba para practicar sus deportes favoritos. Los barcos entrarían en la ría del Nervión y atracaban junto a las fábricas de hierro de los astilleros del Nervión. Sus partidos de fútbol se celebraban en el muelle junto a la ribera del río (el muelle discurría por la margen izquierda del Nervión), también conocido como La Campa de los Ingleses, nombre que debía a que este muelle albergó un cementerio británico desde el siglo XVII hasta 1908. Además del cementerio, el muelle fue utilizado en un tiempo como pista de aterrizaje para aviones, pero lo más importante es que se convirtió en un campo de fútbol improvisado a finales del siglo XIX. Los periódicos locales informan de varios de estos encuentros, especialmente contra la tripulación de la Marina Real británica. Aquellos primeros encuentros acabaron impulsando lo que luego sería el deporte del fútbol en la ciudad y en el país.
En 1892, la gran cantidad de ingleses que jugaban al fútbol en La Campa de los Ingleses significó que tuvieron que mudarse a otro campo que pudiera acomodar adecuadamente a la creciente población de británicos. El 18 de noviembre de 1892, el secretario del Club Atleta, Enrique Jones Bird, solicitó por escrito al Gobierno Civil y al alcalde de Lejona permiso para utilizar el Hipódromo de Lamiaco como campo de fútbol desde noviembre hasta abril (en aquella época, el fútbol sólo se jugaba en invierno mientras que el críquet era el deporte que ocupaba el verano). El permiso fue debidamente concedido cuando el Gobierno Civil autorizó al Club Atleta a disputar partidos en Lamiaco durante «toda la temporada futbolística», del 8 de diciembre al 1 de abril (en realidad, finalizó el 2 de febrero) y así, el Hipódromo de Lamiaco se convirtió en la nueva sede del fútbol organizado en el País Vasco, albergando partidos entre el club de Bird y una nueva sociedad, el Bilbao Football Club, que también estaba formada por británicos residentes en la región, pero no vinculados a los astilleros, como Alfred Mills.
El primer partido entre el Club Atleta y el Bilbao FC se disputó el 1 de noviembre de 1892, encuentro que congregó a un importante número de asistentes, teniendo los caballeros que pagar una peseta para sentarse con preferencia y dos reales para ser de entrada general, mientras que las damas tenían entrada gratuita. Los periódicos locales informan de varios encuentros entre estos dos equipos, e incluso hay evidencia de un torneo «serio» en el invierno de 1892-93, que se jugó en Lamiaco entre un equipo del Club Atleta (probablemente una combinación de los mejores jugadores de cada departamento) y el Bilbao FC. El torneo fue ganado por el Club Atleta el 22 de abril de 1893, y sus miembros recibieron medallas entregadas por James S. Clark.
El interés por este deporte continuó creciendo entre los ciudadanos bilbaínos locales, quienes acudían en masa a Lamiaco para ver a los equipos de trabajadores y marineros británicos desafiarse entre sí cada fin de semana, y pronto ellos mismos tomaron el deporte. En la primavera de 1894, un grupo de jóvenes bilbaínos tuvo el valor de retar a los británicos a un partido de fútbol, que se celebró en el Hipódromo de Lamiaco el 3 de mayo de 1894, y que terminó con una cómoda victoria por 5-0 para los británicos (principalmente trabajadores de los Astilleros del Nervión). Nuevamente hubieron reportajes que describieron que el encuentro «probablemente fue uno de los primeros partidos "internacionales" en la historia de este deporte», a pesar de la ya mencionada existencia de registros de que ingleses y españoles ya habían jugado entre sí en España desde hacía más de 20 años antes, aunque en encuentros no reglados.

## Declive y colapso
En el otoño de 1894, coincidiendo con el cierre de la Compañía Martínez Rivas & Palmer, la mayor parte de los trabajadores británicos regresaron al Reino Unido, quedando el Club Atleta en manos de los españoles, pero sin los británicos, la entidad pronto decayó, se desplomó y hacia 1894 esta sociedad, que nunca llegó a constituirse oficialmente, parece desaparecer, según la información existente.
La salida de los británicos de los astilleros vino seguida de un período de cierto desinterés por el fútbol, debido a la falta de campos, porterías, equipamiento y a la preocupación por la rudeza de su práctica, llegando la prensa local a considerarlo más peligroso que la tauromaquia. Fenómenos similares ocurrieron en otras partes de España, donde comunidades trabajadoras inglesas (y especialmente escocesas) fundaron clubes de fútbol en este período. Eran una población flotante y los clubes deportivos que fundaron desaparecieron con su marcha.

## Legado
El Club Atleta de los Astilleros del Nervión fue el primero en traer el fútbol a la región del País Vasco, y muy especialmente a Bilbao, un deporte prácticamente desconocido en la ciudad por aquel entonces, y aunque los primeros partidos sólo los jugaban ingleses, la población local empezó a sumarse también a los partidos, llegando incluso a retar a los británicos, perdiendo por 5-0. El resultado, sin embargo, no desanimó a la población local, que continuó su recién descubierta historia de amor con el deporte británico, y de hecho, poco después del partido, algunos jóvenes del Gimnasio Zamacois de Bilbao, comenzaron a jugar partidos de fútbol en Lamiaco, y en 1898, siete entusiastas del fútbol pertenecientes al Gimnasio Zamacois fundaron el Athletic Club, y dos años más tarde, el Bilbao Football Club fue fundado por varios jóvenes de la clase alta bilbaína que habían estudiado en Inglaterra y aprendido sobre fútbol allí, como Carlos Castellanos Jacquet y su hermano Manuel. A pesar de compartir nombre, el Bilbao FC de los Castellanos no tiene ninguna relación con el club bilbaíno que existió en 1892-93, formado por británicos.

## Jugadores notables
- Angus McNichol Beattie (1861-1929): Fue un notable extremo derecho que antes de viajar a Vizcaya en noviembre de 1889, para trabajar en los Astilleros del Nervión, había destacado por el equipo inglés en Barrow-in-Farness.[1]
- George Baird: Fue un defensa, y posteriormente portero, que llegó a los Astilleros de Nervión en octubre de 1889, y jugó en el primer partido de fútbol conocido de la entidad el 4 de abril de 1890 así como en el desafío contra los españoles el 3 de mayo de 1894.[1]
- James D. Weir: Fue ingeniero en los astilleros de Clydebank (Escocia), llegó a los Astilleros de Nervión en octubre de 1889, y jugó en el primer partido de fútbol conocido de la entidad el 4 de abril de 1890 como portero.[1]